# Henri Kontinen
Henri Kontinen (* 19. Juni 1990 in Helsinki) ist ein ehemaliger finnischer Tennisspieler. Er war auf Doppel-Wettbewerbe spezialisiert und führte mehrmals die Weltrangliste im Doppel an.

## Karriere
Henri Kontinen, dessen Bruder Micke ebenfalls Tennisprofi ist, spielte im Einzel hauptsächlich auf der ATP Challenger Tour und der ITF Future Tour. Er gewann 2008 an der Seite von Christopher Rungkat den Juniorentitel der French Open und erreichte im selben Jahr mit diesem Partner auch das Finale der Junioren bei den US Open. Auch im Einzel erreichte er 2008 das Juniorenfinale in Wimbledon, in dem er jedoch Grigor Dimitrow unterlag.
Kontinen gewann zunächst fünf Einzel- und zehn Doppeltitel auf der Future Tour. Am 3. Mai 2010 war er im Einzel erstmals unter den Top 250 der Weltrangliste; seine beste Position war Platz 220 (Oktober 2010).
Auf der Challenger Tour gewann er im Jahr 2010 das Doppelturnier von Loughborough. 2013 folgten Turniersiege in Tampere, Bratislava und Helsinki. Im folgenden Jahr kamen vier weitere Challenger-Titel dazu, ehe sich Kontinen im August 2014 an der Seite von Jarkko Nieminen seinen ersten ATP-Titel in Kitzbühel sichern konnte. In der ersten Jahreshälfte 2015 gewann er dann mit seinem neuen Partner Marin Draganja aus Kroatien gleich drei weitere ATP-Titel. Bis Saisonende folgten zwei Turniersiege mit Treat Huey. In der Folgesaison gewann er sieben Titel, fünf davon mit John Peers. In der Weltrangliste erreichte er zum 7. November 2016 erstmals die Top Ten. Bei den ATP World Tour Finals, für die er sich erstmals qualifiziert hatte, gewannen er und Peers sämtliche Partien und damit auch das Turnier. Anfang 2017 feierten die beiden ihren jeweils ersten Grand-Slam-Titel im Doppel mit dem Gewinn der Australian Open. Zum 3. April übernahm Kontinen als erster Finne und 50. Spieler insgesamt die Führung in der Weltrangliste im Doppel.
Kontinen spielte ab 2008 für die finnische Davis-Cup-Mannschaft, für die er in 15 Begegnungen antrat; er hat eine Einzelbilanz von 6:4 und eine Doppelbilanz von 10:5 aufzuweisen.

## Erfolge
| Legende (Anzahl der Siege)      |
| Grand Slam (2)                  |
| ATP World Tour Finals (2)       |
| ATP World Tour Masters 1000 (3) |
| ATP World Tour 500 (6)          |
| ATP World Tour 250 (12)         |
| ATP Challenger Tour (8)         |

| ATP-Titel nach Belag |
| Hartplatz (19)       |
| Sand (4)             |
| Rasen (2)            |

### Doppel

#### Turniersiege

##### ATP World Tour
| Nr. | Datum              | Turnier          | Belag         | Partner                | Finalgegner                         | Ergebnis          |
| --- | ------------------ | ---------------- | ------------- | ---------------------- | ----------------------------------- | ----------------- |
| 1.  | 2. August 2014     | Kitzbühel        | Sand          | Jarkko Nieminen        | Daniele Bracciali Andrei Golubew    | 6:1, 6:4          |
| 2.  | 8. Februar 2015    | Zagreb           | Hartplatz (i) | Marin Draganja         | Fabrice Martin Purav Raja           | 6:4, 6:4          |
| 3.  | 22. Februar 2015   | Marseille        | Hartplatz (i) | Marin Draganja         | Colin Fleming Jonathan Marray       | 6:4, 3:6, [10:8]  |
| 4.  | 26. April 2015     | Barcelona        | Sand          | Marin Draganja         | Jamie Murray John Peers             | 6:3, 6:76, [11:9] |
| 5.  | 27. September 2015 | St. Petersburg   | Hartplatz (i) | Treat Huey             | Julian Knowle Alexander Peya        | 7:5, 6:3          |
| 6.  | 4. Oktober 2015    | Kuala Lumpur     | Hartplatz (i) | Treat Huey             | Raven Klaasen Rajeev Ram            | 7:64, 6:2         |
| 7.  | 10. Januar 2016    | Brisbane (1)     | Hartplatz     | John Peers             | James Duckworth Chris Guccione      | 7:64, 6:1         |
| 8.  | 1. Mai 2016        | München          | Sand          | John Peers             | Juan Sebastián Cabal Robert Farah   | 6:3, 3:6, [10:7]  |
| 9.  | 17. Juli 2016      | Hamburg          | Sand          | John Peers             | Daniel Nestor Aisam-ul-Haq Qureshi  | 7:5, 6:3          |
| 10. | 27. August 2016    | Winston-Salem    | Hartplatz     | Guillermo García López | Andre Begemann Leander Paes         | 4:6, 7:66, [10:8] |
| 11. | 25. September 2016 | St. Petersburg   | Hartplatz (i) | Dominic Inglot         | Andre Begemann Leander Paes         | 4:6, 6:3, [12:10] |
| 12. | 6. November 2016   | Paris            | Hartplatz (i) | John Peers             | Pierre-Hugues Herbert Nicolas Mahut | 6:4, 3:6, [10:6]  |
| 13. | 20. November 2016  | London (1)       | Hartplatz (i) | John Peers             | Rajeev Ram Raven Klaasen            | 2:6, 6:1, [10:8]  |
| 14. | 28. Januar 2017    | Australian Open  | Hartplatz     | John Peers             | Bob Bryan Mike Bryan                | 7:5, 7:5          |
| 15. | 6. August 2017     | Washington, D.C. | Hartplatz     | John Peers             | Łukasz Kubot Marcelo Melo           | 7:65, 6:4         |
| 16. | 8. Oktober 2017    | Peking           | Hartplatz     | John Peers             | John Isner Jack Sock                | 6:3, 3:6, [10:7]  |
| 17. | 15. Oktober 2017   | Shanghai         | Hartplatz     | John Peers             | Łukasz Kubot Marcelo Melo           | 6:4, 6:2          |
| 18. | 19. November 2017  | London (2)       | Hartplatz (i) | John Peers             | Łukasz Kubot Marcelo Melo           | 6:4, 6:2          |
| 19. | 7. Januar 2018     | Brisbane (2)     | Hartplatz     | John Peers             | Leonardo Mayer Horacio Zeballos     | 3:6, 6:3, [10:2]  |
| 20. | 24. Juni 2018      | Queen’s Club     | Rasen         | John Peers             | Jamie Murray Bruno Soares           | 6:4, 6:3          |
| 21. | 12. August 2018    | Toronto          | Hartplatz     | John Peers             | Raven Klaasen Michael Venus         | 6:2, 6:77, [10:6] |
| 22. | 17. Februar 2019   | Rotterdam        | Hartplatz (i) | Jérémy Chardy          | Jean-Julien Rojer Horia Tecău       | 7:65, 7:64        |
| 23. | 20. Oktober 2019   | Stockholm        | Hartplatz (i) | Édouard Roger-Vasselin | Mate Pavić Bruno Soares             | 6:4, 6:2          |
| 24. | 28. Februar 2021   | Montpellier      | Hartplatz (i) | Édouard Roger-Vasselin | Jonathan Erlich Andrej Wassileuski  | 6:2, 7:5          |

##### ATP Challenger Tour
| Nr. | Datum             | Turnier             | Belag         | Partner               | Finalgegner                           | Ergebnis           |
| --- | ----------------- | ------------------- | ------------- | --------------------- | ------------------------------------- | ------------------ |
| 1.  | 8. November 2010  | Loughborough        | Teppich (i)   | Frederik Nielsen      | Jordan Kerr Ken Skupski               | 6:2, 6:4           |
| 2.  | 27. Juli 2013     | Tampere             | Sand          | Goran Tošić           | Ruben Gonzales Chris Letcher          | 6:4, 6:4           |
| 3.  | 9. November 2013  | Bratislava          | Hartplatz (i) | Andreas Siljeström    | Gero Kretschmer Jan-Lennard Struff    | 7:66, 6:2          |
| 4.  | 16. November 2013 | Helsinki (1)        | Hartplatz (i) | Jarkko Nieminen       | Dustin Brown Philipp Marx             | 7:5, 5:7, [10:5]   |
| 5.  | 26. Januar 2014   | Heilbronn           | Hartplatz (i) | Tomasz Bednarek       | Ken Skupski Neal Skupski              | 3:6, 7:63, [12:10] |
| 6.  | 2. März 2014      | Cherbourg-Octeville | Hartplatz (i) | Konstantin Krawtschuk | Pierre-Hugues Herbert Albano Olivetti | 6:4, 6:73, [10:7]  |
| 7.  | 20. April 2014    | Sarasota            | Sand          | Marin Draganja        | Rubén Ramírez Hidalgo Franko Škugor   | 7:5, 5:7, [10:6]   |
| 8.  | 15. November 2014 | Helsinki (2)        | Hartplatz (i) | Jarkko Nieminen       | Jonathan Marray Philipp Petzschner    | 7:62, 6:4          |

#### Finalteilnahmen
| Nr. | Datum              | Turnier         | Belag         | Partner            | Finalgegner                          | Ergebnis           |
| --- | ------------------ | --------------- | ------------- | ------------------ | ------------------------------------ | ------------------ |
| 1.  | 21. September 2014 | Metz            | Hartplatz (i) | Marin Draganja     | Mariusz Fyrstenberg Marcin Matkowski | 7:63, 3:6, [8:10]  |
| 2.  | 26. Oktober 2014   | Basel           | Hartplatz (i) | Marin Draganja     | Vasek Pospisil Nenad Zimonjić        | 6:713, 6:1, [5:10] |
| 3.  | 8. August 2015     | Kitzbühel       | Sand          | Robin Haase        | Nicolás Almagro Carlos Berlocq       | 7:5, 3:6, [9:11]   |
| 4.  | 16. Oktober 2016   | Shanghai        | Hartplatz     | John Peers         | John Isner Jack Sock                 | 4:6, 4:6           |
| 5.  | 27. Januar 2019    | Australian Open | Hartplatz     | John Peers         | Pierre-Hugues Herbert Nicolas Mahut  | 4:6, 6:71          |
| 6.  | 16. Februar 2020   | Rotterdam       | Hartplatz (i) | Jan-Lennard Struff | Pierre-Hugues Herbert Nicolas Mahut  | 6:75, 6:4, [7:10]  |

### Mixed
| Nr. | Datum         | Turnier   | Belag | Partnerin      | Finalgegner                      | Ergebnis  |
| --- | ------------- | --------- | ----- | -------------- | -------------------------------- | --------- |
| 1.  | 10. Juli 2016 | Wimbledon | Rasen | Heather Watson | Anna-Lena Grönefeld Robert Farah | 7:65, 6:4 |